# 1858

## Събития
- Георги Раковски създава първия план за освобождението на България от османска власт.
- 14 януари – Френският император Наполеон III успява да избегне опита за убийството му.
- 25 януари – „Сватбеният марш“ на Феликс Менделсон придобива известност след като е изпълнен на сватбата на дъщерята на английската кралица Виктория, Виктория, и пруския принц Фридрих.
- 30 март – Хаймън Липман патентова молив с прикрепена към него гумичка.
- 11 май – Минесота става 32-рият американски щат.
- 3 август – Джон Хенинг Спик, английски пътешественик и изследовател, открива най-голямото африканско езеро Виктория.
- 11 август – За пръв път е изкачена планината Айгер в Алпите.
- 30 септември – Силно земетресение нанася значителни щети в София.
- 24 ноември – Васил Левски приема монашеството под името Игнатий.

## Родени
- Марко Тотев, български общественик
- Никифор Никифоров, български офицер
- Трайко Китанчев, български революционер
- Тодор Иванчов, български политик
- Богдан Прошек, чешки предприемач
- Въндо Гьошев, български революционер
- Георги Кондолов, български революционер
- Георги Паунчев, български просветен деец
- 7 януари – Елиезер Бен Йехуда, отговорна за възраждането на иврита
- 25 януари – Симеон Ванков, български офицер и руски генерал († 1937 г.)
- 10 януари – Хайнрих Циле, немски илюстратор и фотограф
- 28 януари – Стоян Данев, български политик
- 6 февруари – Христофор Хесапчиев, български военен деец, дипломат и учен
- 8 февруари – Херман Шкорпил, чешко-български археолог
- 21 февруари – Олдфийлд Томас, британски зоолог
- 1 март – Георг Зимел, немски социолог и философ
- 1 март – Васил Данаджиев, български офицер
- 10 март – Кокихи Микимото, японски изследовател и ловец на перли
- 10 март – Георги Иванов, български военен деец
- 18 март – Рудолф Дизел, изобретател
- 20 март – Стефан Караджов, български икономист
- 23 март – Лудвиг Квиде, германски политик
- 15 април – Емил Дюркем, френски социолог
- 20 април – Георги Мечконев, български военен деец
- 23 април – Макс Планк, немски физик и създател на квантовата механика
- 24 април – Никифор Никифоров, български офицер (12 април стар стил)
- 13 май – Димитър Бръзицов, български публицист
- 16 юни – крал Густав V, владетел на Швеция
- 19 юли – Пантелей Ценов, български военен деец
- 1 август – Ханс Рот, композитор
- 6 август – Симеон Янков, български военен деец
- 10 август – Георги Тодоров, български военен деец
- 16 август – Атила Зафиров, български военен деец
- 27 август – Джузепе Пеано, италиански математик
- 10 септември – Иван Цончев, български военен и революционер
- 29 септември – Вела Благоева, българска социалистка
- 3 октомври – Елеонора Дузе, италианска актриса
- 5 октомври – Хайнрих фон Батенберг, германски принц
- 15 октомври – Гонбей Ямамото, японски политик и военен деец
- 19 октомври – Жорж Албер Буланже, британски зоолог
- 19 октомври – Ваклин Церковски, български военен лекар
- 26 октомври – Станимир Станимиров, български просветен деец
- 27 октомври – Теодор Рузвелт, 26-и президент на САЩ (1901 – 1909)
- 27 октомври – Валдемар Датски, датски принц
- 2 ноември – Димитър Петков, български политик
- 20 ноември – Селма Лагерльоф, шведска писателка и Нобелов лауреат за литература (1909 г.)
- 22 декември – Джакомо Пучини, италиански оперен композитор
- 24 декември – Христо Попконстантинов, български писател
- 25 декември – Никола Бочев, български военен деец

## Починали
- 3 януари – Анри Дарси, френски инженер
- 5 януари – Йозеф Радецки, австрийски офицер
- 7 април – Антон Диабели, австрийски композитор
- 28 април – Йоханес Петер Мюлер, германски физиолог
- 3 юни – Юлиус Ройбке, немски композитор и пианист
- 10 юни – Робърт Браун, шотландски ботаник
- 11 юни – Клеменс фон Метерних, австрийски политик
- 15 юли – Александър Иванов, руски художник
- 12 октомври – Андо Хирошиге, японски художник
- 29 ноември – Константин Фотинов, български книжовник и просветител
- 8 декември – Райно Попович, български книжовник

Вижте също:
- календара за тази година